# Terrifier 3
Série
Terrifier 2
(2022) Terrifier 4
(Prochainement)
Pour plus de détails, voir Fiche technique et Distribution.
Terrifier 3 est un film américain réalisé par Damien Leone et sorti en 2024.
Il s'agit de la suite du film Terrifier 2 (2022) et c'est le quatrième long métrage à inclure le personnage d'Art le Clown. Dans cette suite, le personnage sème le chaos dans le comté de Miles la veille de Noël.

## Synopsis
Le film démarre par Art le Clown entrant par la cheminée d'une maison et assassinant brutalement une famille, les Thomas, la veille de Noël. Ailleurs, après avoir été décapité par Sienna Shaw, le corps sans tête d’Art se dirige vers l’asile où la survivante, Victoria Heyes, maintenant possédée par l'esprit de la Petite Fille Pâle, vient de donner naissance à sa tête. Ils y tuent un agent de sécurité avant de s’enfuir et de se reclure dans une maison abandonnée. Victoria se fracasse le visage contre le miroir d’une salle de bain et utilise un éclat de verre pour se suicider dans une baignoire en se taillant les veines des poignets, et Art est assis sur un rocking-chair dans le grenier. Les deux finissent par entrer en hibernation.
Dans le présent, Sienna sort de l’hôpital pour aller habiter avec sa tante Jess, qui vit avec son mari Greg, et leur fille Gabbie, qui idolâtre Sienna mais n’a aucune connaissance des événements antérieurs. Sienna souffre de culpabilité de survivante et a fréquemment des hallucinations de sa meilleure amie décédée, Brooke, dont elle se sent coupable de sa mort. Elle a du mal à renouer avec son jeune frère, Jonathan, qui entre maintenant à l’Université et essaie de passer à autre chose. Art et Victoria se réveillent de leur sommeil lorsque deux ouvriers tombent sur leurs corps dans la maison. Le duo tue les ouvriers, et Victoria commence à travailler sur un costume, tandis qu’Art s’aventure dans une autre folie meurtrière. Art rencontre un imitateur du Père Noël dans un bar et l’assassine, ainsi que d’autres clients. Art se fait ensuite passer pour un Père Noël dans un centre commercial local et utilise des explosifs déguisés en cadeaux pour massacrer plusieurs clients, dont des enfants. Sienna aperçoit Art au centre commercial avant l’explosion, mais sa famille ne la croit pas.
Sienna rend visite à Jonathan à l'Université, où elle y rencontre le colocataire de Jonathan, Cole, et sa petite amie Mia, qui anime un podcast sur les crimes réels. Mia fait pression sur Sienna et Jonathan pour qu’ils participent à une interview sur le massacre de Miles County, mais Sienna refuse. Sienna avoue à Jonathan qu’elle pense qu’Art est toujours en vie, lui montrant des lettres qu’il lui a écrites alors qu’elle était à l’hôpital psychiatrique indiquant que les démons peuvent renaître à travers un hôte, comme Victoria. Elle dit également à Jonathan qu’elle a l’intention de retourner à l’attraction hantée Terrifier pour récupérer l’épée de son père. Art arrive à l’Université et tue Cole et Mia avec une tronçonneuse alors qu’ils font l’amour sous la douche. Sienna apprend le massacre du centre commercial aux informations et panique. Greg part chercher Jonathan pendant que Sienna s’endort. Elle rêve que des Anges fabriquent son costume d’Ange guerrière. Elle se réveille pour découvrir qu’Art et Victoria, maintenant vêtus d’un costume de clown, sont entrés dans sa maison, et Art l'assomme avec un maillet.
Alors que Sienna reprend conscience, elle est ligotée et bâillonnée puis voit le corps de Greg épinglé au mur et Jess également ligotée et bâillonnée en face d’elle. Victoria leur montre une tête écorchée dévorée par des rats, lui disant que c’est celle de Gabbie, puis Art tue Jess en lui enfonçant un tube dans la gorge, forçant les rats à se terrer dans sa gorge avec un chalumeau, la tante de Sienna meurt avec une version sadique du supplice du rat. Art entre soudainement avec Gabbie en otage, et Victoria révèle à Sienna que la tête est en fait celle de Jonathan. Victoria place une couronne d’épines sur la tête de Sienna et tente de la posséder, mais elle résiste et parvient à ouvrir le cadeau de Gabbie, qui n'est autre que son épée, poignardant ainsi Victoria. Sienna la décapite ensuite et elle se désintègre. Art attaque Sienna avec sa tronçonneuse, mais elle prend le dessus. Le sang de Victoria brûle à travers le sol et crée un portail vers l’Enfer. Gabbie tombe et se rattrape au bord, et Sienna laisse Art derrière elle pour la sauver. Sienna ne parvient malheureusement pas à la sauver, et Gabbie tombe dans l’abîme avec l’épée. Art s’enfuit par une fenêtre et monte dans un bus tandis que Sienna jure de retrouver et de sauver Gabbie de l'Enfer.

## Fiche technique
Sauf indication contraire, les informations mentionnées dans cette section peuvent être confirmées par la base de données cinématographiques IMDb,  présente dans la section « Liens externes ».
- Titre original : Terrifier 3
- Réalisation et scénario : Damien Leone
- Musique : Paul Wiley
- Direction artistique : Violet Morrison
- Décors et costumes : Olga Turka
- Photographie : Georges Steuber
- Montage : Damien Leone
- Production : Phil Falcone
  - Coproduction : Steven Della Salla, Jason Leavy, Michael Leavy, Jason Milstein et George Steuber
  - Production déléguée : Lisa Falcone, Matthew Helderman, G. Brandon Hill, Yolanda Macias, Brad Miska, Erick Opeka, Priscilla Ross Smith et Luke Taylor
- Sociétés de production : Bloody Disgusting, Dark Age Cinema, Fuzz on the Lens Productions et The Coven
- Sociétés de distribution : Cineverse (États-Unis) ; Factoris Films / ESC Films (France)
- Budget : 2 millions $[réf. nécessaire]
- Pays de production :  États-Unis
- Langue originale : anglais
- Format : couleur — 2.39:1 (Panavision)
- Genre : horreur
- Durée : 125 minutes
- Dates de sortie :
  - États-Unis : 19 septembre 2024 (Fantastic Fest) ; 11 octobre 2024 (sortie nationale)
  - France : 9 octobre 2024
  - Suisse : 30 octobre 2024
- Classification :
  - États-Unis : « Unrated »
  - France : interdit aux moins de 18 ans lors de sa sortie en salles[1],[2]

## Distribution
- David Howard Thornton (VF : Françoua Garrigues) : Art le Clown
- Lauren LaVera (VF : Nathalie Aranda) : Sienna Shaw (en)
- Elliott Fullam (VF : Pablo Cherrey-Iturralde) : Jonathan Shaw
- Samantha Scaffidi (en) (VF : Susan Sindberg) : Victoria Heyes (en)
- Margaret Anne Florence (VF : Violante Rhô) : Jess, la tante de Sienna et Jonathan
- Bryce Johnson (VF : Jean-Pierre Leblan) : Greg, le mari de Jess
- Antonella Rose (VF : Tiffany Vuales) : Gabbie, la fille de Jess et Greg
- Chris Jericho (VF : Yann Pichon) : Adam Burke
- Daniel Roebuck (VF : Yann Pichon) : le père Noël
- Jason Patric (VF : Jean-François Pagès) : Michael Shaw
- Clint Howard (VF : Jean-Pierre Leblan) : Smokey
- Krsy Fox (VF : Susan Sindberg) : Jennifer
- Alexa Blair Robertson (VF : Valérie Bachère) : Mia
- Mason Mecartea (VF : François Créton) : Cole
- Bradley Stryker (VF : Romain Pichon) : Eddie
- Jon Abrahams : Dennis
- Tom Savini : un homme au JT

## Production

### Distribution des rôles
David Howard Thornton reprend le rôle d'Art le Clown, Lauren LaVera, Chris Jericho, et Elliott Fullman partagent également à l'affiche du troisième volet de cette saga.

### Tournage
Le tournage commence en février 2024.

## Accueil

### Sorties
La sortie de Terrifier 3 est prévu pour le 11 octobre 2024 aux États-Unis et le 9 octobre 2024 en France, où il est interdit aux moins de 18 ans, chose rare pour un film non pornographique. C'est la deuxième fois qu'un film d'horreur est interdit aux moins de 18 ans en France après la sortie de Saw 3 en 2006. Certains spectateurs ont éprouvés des malaises lors du visionnement du film nécessitant des soins médicaux par la violence de certaines scènes.[réf. nécessaire]

## Édition en vidéo
Le film est sorti en DVD ainsi qu'en combo Blu-ray 4K + Blu-ray le 5 mars 2025. Le 1er octobre 2025, le film ressort en coffret trilogie avec les deux précédents volets, Terrifier et Terrifier 2.

## Suite possible
En 2024, Damien Leone évoque des projets pour un éventuel Terrifier 4.